# Óvadék (büntetőjog)
Az óvadék a büntetőeljárási jogszabályok által előírt és a bűncselekmény elkövetésével vádolt gyanúsítottal szemben alkalmazott intézkedések egyike. Az óvadék általában azt jelenti, hogy a gyanúsított pénzt vagy valamilyen vagyontárgyat letétbe helyez a bíróságnak az előzetes letartóztatásból való szabadulás fejében. 
Magyarországon az óvadék a bíróság által meghatározott pénzösszeg, amelynek célja a bíróság által elrendelt távoltartás, illetve bűnügyi felügyelet magatartási szabályai megtartásának, és a terhelt eljárási cselekményeken való jelenlétének elősegítése.

### Óvadék nem állapítható meg
- a) előzetes kényszergyógykezelés elrendelése esetén, illetve
- b) a távoltartás esetén enyhébb magatartási szabályok előírása érdekében.[2]

## Korábbi szabályozás
A büntetőeljárásról szóló törvény (147. § (1) bekezdés) szerint a bíróság meghatározott esetekben a terhelt előzetes letartóztatásának elrendelését mellőzheti, és az elrendelt előzetes letartóztatást megszüntetheti, ha a bűncselekményre és a személyi körülményekre tekintettel az eljárási cselekményeknél a terhelt megjelenését az óvadék letétele valószínűvé teszi. Óvadékot a terhelt vagy helyette más ajánlhat fel, és tehet le.
Az óvadék a bíróság által meghatározott összeg, amely a terheltnek az eljárási cselekményeken való jelenlétét biztosítja anélkül, hogy személyi szabadságát ez ok miatt elvonják.
Óvadék alkalmazására csak abban az esetkörben van lehetőség, amikor a terhelt előzetes letartóztatására azért került sor, mert a bíróság véleménye szerint szökésének vagy elrejtőzésének veszélyére tekintettel vagy más okból megalapozottan feltehető, hogy az eljárási cselekményeknél a jelenléte másképp nem biztosítható.
A bíróság óvadékot állapíthat meg, és a terhelt előzetes letartóztatását megszüntetheti, ha a bűncselekmény jellegére, valamint a terhelt személyi körülményeire figyelemmel valószínűsíthető, hogy óvadék letétele biztosítja az eljárási cselekményeknél a terhelt megjelenését.
Óvadék megállapítását a terhelt vagy a védő indítványozhatja. A bíróság hivatalból nem állapíthat meg óvadékot, és annak megállapítását a felsoroltakon kívül más nem indítványozhatja.
A bíróság az óvadék összegének megállapításakor a terhelt személyi és vagyoni körülményeire is figyelemmel határoz. Természetesen, mint minden kényszerintézkedés elrendelése, illetve megszüntetése során, ez esetben is nélkülözhetetlen valamennyi - az eset megítélése, illetőleg a kényszerintézkedés szempontjából releváns - körülmény vizsgálata. Az óvadék összege csak a bíróság mérlegelésén múlik, nincs tehát jelentősége annak, hogy a terhelt mekkora összeg kifizetésére képes vagy hajlandó. Ebből következően, - továbbá, hogy a „felajánlott” összeg ismerete a döntésben a bíróságot ne befolyásolja - a törvény nem teszi lehetővé, hogy az óvadék összegére a terhelt indítványt tegyen.
Az óvadék letételét, illetőleg ennek igazolását követően a terheltet haladéktalanul szabadon kell bocsátani, tekintettel arra, hogy a szabadlábra helyezés bírósági határozatban rögzített feltétele bekövetkezett.